# Горсоветская улица (Казань)
Горсоветская улица (Горсовета, тат. Горсовет урамы, Gorsovet uramı) — улица в Московском и Кировском районах Казани. 

## География
Начинаясь от улицы Декабристов, пересекает улицы Яруллина, 2-я Юго-Западная, после чего раздваивается; одна ветвь улицы заканчивается пересечением с Дружинной улицей, а другая после пересечения с улицей Баженова переходит в Поперечно-Базарную улицу.

## История
Возникла не позднее последней четверти XIX века и была частью дороги, соединявшей Кизическую слободу с Ягодной. По сведениям на 1912 год, на улице находилось 2 домовладения, оба деревянные. Один из домовладелецев был чиновником, а другой мещанином. В первые годы существования улица имела два параллельных названия ― параллельно употреблялись названия 1-я Поперечная и 1-я Поперечно-Кизическая; также в 1914 году постановлением Казанской городской думы было утверждено название Луговая, но фактически оно не использовалось.
Протоколом комиссии Казгорсовета по наименованию улиц б/н от 2 ноября 1927 года, утверждённому 15 декабря того же года, переименована в Горсоветскую улицу.
К концу 1930-х годов улица имела более 10 домовладений: №№ 1/15–5/20, 11, 17/8–25 по нечётной стороне и №№ 4/16–10/22 по чётной.
Строительство многоквартирных домов на улице началось в 1950-е годы; кроме того, адресацию по улице получили некоторые дома «временного жилпосёлка» порохового завода, построенные ещё в конце 1930-х годов. Частная застройка постепенно сносилась и к началу 1990-х годов её на улице не осталось.
Во второй половине 1990-х – начале 2000-х годов в рамках программы ликвидации ветхого жилья были снесены малоэтажные многоквартирные дома «временного жилпосёлка» и дома треста Гидроспецстрой; на их месте были построены более высотные, в основном 9-10-этажные дома.
В дореволюционное время и в первые годы советской власти административно относилась к 6-й городской части. После введения в городе деления на административные районы входила в состав Заречного (с 1931 года Пролетарского, до 1935), Ленинского (1935–196?), Ленинского и Кировского (196?–1973), Московского и Кировского (с 1973) районов.

## Транспорт
Общественный транспорт по улице не ходит. Ближайшие остановки общественного транспорта — «ТРК „Тандем“» (автобус, троллейбус) на улице Декабристов. 

## Объекты
- № 2 — Казанский торгово-экономический техникум.
- № 2а — общежитие Казанского торгово-экономического техникума.[20]
- № 10/30 — баня № 10.
- № 17 — жилой дом вертолётного завода.[8] В этом доме располагался детский клуб «Атлант» того же завода.[21]
- №№ 23/1, 25, 27, 28/3, 30, 32 — жилые дома треста «Гидроспецстрой» (снесены).[22]
  - № 25 — в этом доме располагалось домоуправление № 1 треста «Гидроспецстрой».[23]
- № 25а — подстанция скорой медицинской помощи № 2.[24] Ранее это здание занимал детский сад № 189 треста «Гидроспецстрой».[23]
- №№ 36, 38 — жилые дома порохового завода (снесены).[8]